# やりらふぃー
やりらふぃーは、ノルウェーの2人組アーティスト「Meland x Hauken」の楽曲『CHERNOBYL 2017』の歌詞の空耳。TikTokを発祥とするネットミームである。楽曲自体を指すのにも使われる他、この楽曲を踊る人や、そういった人のファッションを指すのにも用いられる。やりらふぃ～とも表記される。

## 概要
『CHERNOBYL 2017』のサビの歌詞「Jeg vil at vi」という部分が「やりらふぃー」と聞こえることからこのように呼ばれる。TikTokで同楽曲を踊った動画がバズり知られるようになった。
2020年のギャル流行語大賞、egg流行語大賞、インスタ流行語大賞で第1位に選出された。
音楽コンテンツそのものを指すだけではなく、楽しくて仕方ない時、テンションが上ったときの「かけ声」として使用されるほか、「パリピ」（パーティーピープル）と同様に「軽いノリの人たち」を表す用語としても使用される。